# Salomé (film, 2002)
Pour les articles homonymes, voir Salomé.
Pour plus de détails, voir Fiche technique et Distribution.
Salomé est un film espagnol réalisé par Carlos Saura, sorti en 2002.

## Synopsis
Variation autour du mythe de Salomé, sur fond de chorégraphie flamenca.

## Fiche technique
- Titre original : Salomé
- Réalisation : Carlos Saura
- Scénario : Carlos Saura
- Décors : Carlos Saura
- Costumes : Pedro Moreno
- Photographie : Teo Delgado, José Luis López-Linares
- Son : Jaime Barros
- Montage : Julia Juaniz
- Musique : Roque Baños
- Chorégraphie  : José Antonio, Aída Gómez
- Production associée : Natacha Kucic, Antonio Hernández, Carmen Martínez Rebé
- Production exécutive : Antonio Saura, Carlos Saura Medrano
- Société de production : Zebra Producciones, ZVE
- Société de distribution :  France MK2 Diffusion
- Pays de production :  Espagne
- Langue originale : espagnol
- Format : couleur — 35 mm — 1,85:1 — son Dolby numérique
- Genre : Film musical et drame
- Durée : 85 minutes
- Dates de sortie : 
  - Canada : 27 août 2002 (Festival de Montréal)
  - Espagne : 22 novembre 2002
  - France : 18 décembre 2002
  - Belgique : 20 août 2003

## Distribution
- Aída Gómez : Salomé
- Pere Arquillué : le réalisateur
- Paco Mora : Hérode
- Carmen Villena : Hérodiade
- Javier Toca : Jean Baptiste